# Mission Bend
Mission Bend statisztikai település az USA Texas államában, Fort Bend és Harris megyében. Lakosainak száma 36 914 fő (2020. április 1.).

## Népesség
A település népességének változása:

| 2010 | 36 501 |
| 2020 | 36 914 |